# 135268 Haignere
135268 Haignere este o planetă minoră (asteroid) din centura de asteroizi. A fost descoperită pe 20 septembrie 2001 la Le Creusot de Jean-Claude Merlin⁠(d) și a fost numită după Claudie Haigneré⁠(d). 
Obiectul prezintă o orbită caracterizată de o semiaxă mare de 3,0817740960512 UAi, o excentricitate de 0,3, o înclinație de 1,6 ° în raport cu ecliptica.